# Semlach

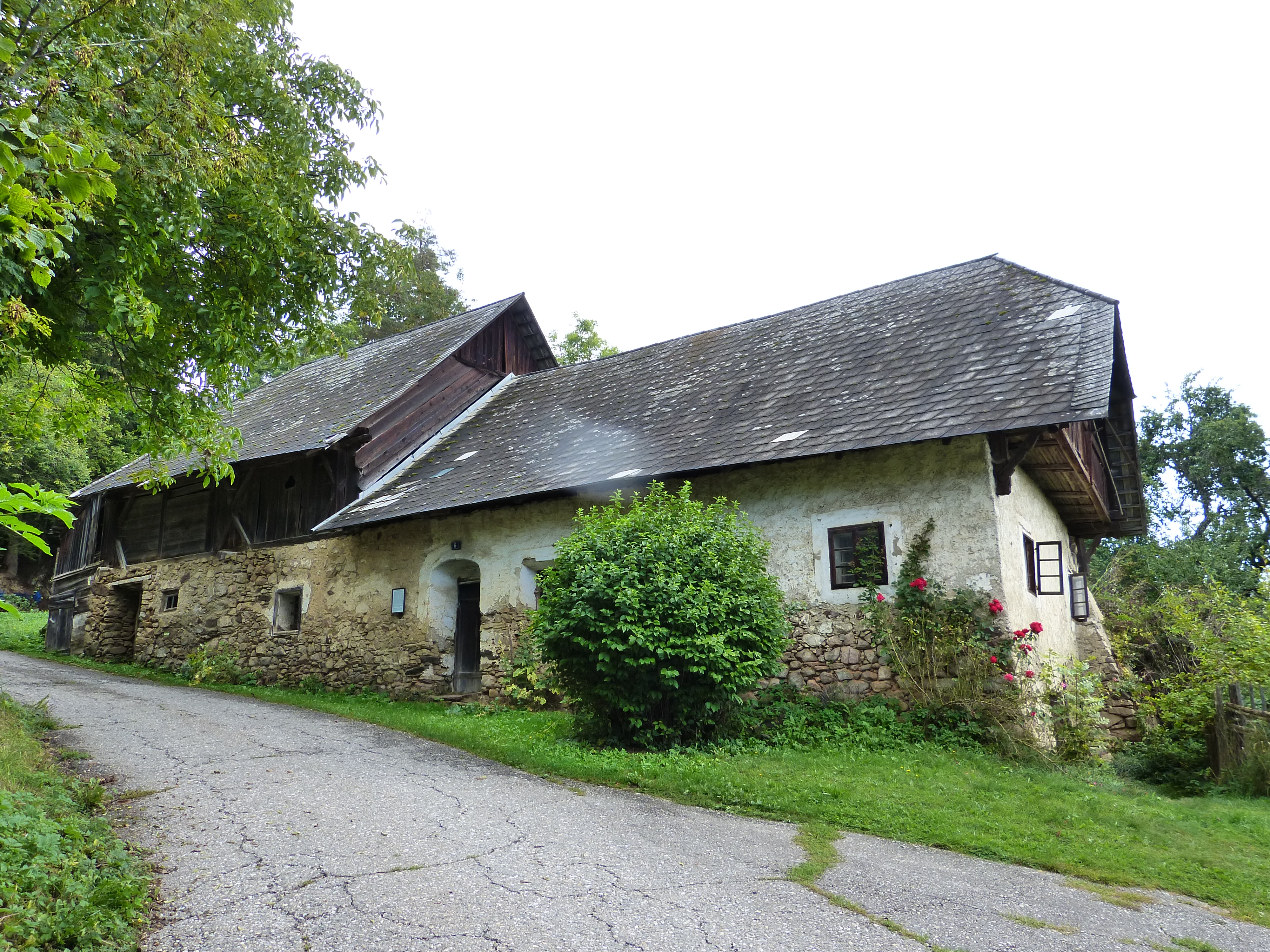
Denkmalgeschützte Balgerkeusche, eine einfache Bergmannunterkunft aus dem 19. Jahrhundert.

Semlach, früher auch Untersemlach, ist eine Ortschaft in der Gemeinde Hüttenberg im Bezirk Sankt Veit an der Glan in Kärnten. Die Ortschaft hat 12 Einwohner (Stand 1. Jänner 2024).

## Lage
Die Ortschaft liegt im Osten des Bezirks Sankt Veit an der Glan, im Südwesten der Gemeinde Hüttenberg, auf dem Gebiet der Katastralgemeinde Lölling. Sie umfasst eine Häusergruppe, die sowohl von Lölling als auch von Knappenberg aus erreichbar ist, sowie einen 500 m weiter südwestlich liegenden Einzelhof, der von der L90 Knappenberg Straße aus erreichbar ist. In der Häusergruppe werden die Hausnamen Glanzerwirt (Nr. 3), Rauscherschmied (Nr. 4), und Balger (Palger, Nr. 6) geführt.

## Geschichte
Schon seit langem sind römische und keltische Fundstücke aus dem Raum Semlach bekannt. Ausgrabungen in den Jahren 2003 bis 2009 wiesen nach, dass es um Semlach in der Antike eine bedeutende keltische bzw. römische Eisenproduktionsstätte gab.
Auf dem Gebiet der Steuergemeinde Lölling liegend, gehörte Semlach in der ersten Hälfte des 19. Jahrhunderts zum Steuerbezirk Althofen (Herrschaft und Landgericht). Bei Gründung der Ortsgemeinden im Zuge der Reformen nach der Revolution 1848/49 kam Semlach an die Gemeinde Lölling. Im Zuge der Gemeindestrukturreform 1973 kam der Ort an die Gemeinde Hüttenberg.

## Bevölkerungsentwicklung
Für die Ortschaft ermittelte man folgende Einwohnerzahlen:
- 1869: 6 Häuser, 52 Einwohner[3]
- 1880: 6 Häuser, 76 Einwohner[4]
- 1890: 7 Häuser, 64 Einwohner[5]
- 1900: 7 Häuser, 60 Einwohner[6]
- 1910: 6 Häuser, 48 Einwohner[7]
- 1923: 6 Häuser, 52 Einwohner[8]
- 1934: 36 Einwohner[9]
- 1961: 6 Häuser, 29 Einwohner[10]
- 2001: 12 Gebäude (davon 6 mit Hauptwohnsitz) mit 13 Wohnungen; 14 Einwohner und 8 Nebenwohnsitzfälle; 7 Haushalte; 1 Arbeitsstätte, 3 land- und forstwirtschaftliche Betriebe[11]
- 2011: 11 Gebäude, 16 Einwohner, 7 Haushalte, 0 Arbeitsstätten[12]
- 2021: 10 Gebäude, 14 Einwohner, 8 Haushalte, 1 Arbeitsstätte[13]